# Trichogrammatoidea flava
Trichogrammatoidea flava är en stekelart som beskrevs av Girault 1912. Trichogrammatoidea flava ingår i släktet Trichogrammatoidea och familjen hårstrimsteklar. Inga underarter finns listade i Catalogue of Life.